# Power of the Blues
Power of the Blues (с англ. — «Сила блюза», «Мощь блюза») — студийный альбом ирландского гитариста и певца Гэри Мура, изданный 7 июня 2004 года. Стилистически он напоминает его диск «Back to the Blues» (2001).

## Об альбоме
Группа Гэри Мура состоит из басиста Боб Дэйсли (Rainbow, Ozzy Osbourne), игравшего на трёх последних дисках ирландца, и барабанщика Даррин Муни (Primal Scream, Scars). «Power of the Blues» содержит 10 не издававшихся ранее Муром треков, включая «I Can’t Quit You Baby» из Репертуара Отиса Раша, «Evil» Хаулина Вулфа (обе песни написаны Вилли Диксоном) и «Memory Pain» Перси Мэйфилда.

## Список композиций
Автор песен — Гэри Мур (кроме отмеченного)
1. «Power of the Blues» — 2:30 (Daisley, Mooney, Moore)
2. «There’s a Hole» — 5:38
3. «Tell Me Woman» — 2:53
4. «I Can't Quit You Baby» — 5:48 (Willie Dixon)
5. «That’s Why I Play the Blues» — 4:05
6. «Evil» (Howlin' Wolf cover) — 2:42 (Willie Dixon)
7. «Getaway Blues» — 3:42 (Daisley, Mooney, Moore)
8. «Memory Pain» — 4:52 (Percy Mayfield)
9. «Can’t Find My Baby» — 3:34
10. «Torn Inside» — 5:37

## Участники записи
- Гэри Мур — гитара, вокал
- Боб Дэйсли — бас-гитара
- Даррин Муни — ударные
- Джим Уотсон — клавишные